# Kärlekskarusell
Kärlekskarusell, (danska: Adam og Eva), är en dansk komedifilm från 1953 i regi av Erik Balling.

## Utmärkelser
Filmen vann Bodilpriset för bästa danska film 1953.

## Rollista i urval
- Louis Miehe-Renard - Adam
- Sonja Jensen - Eva
- Per Buckhøj - Adams far
- Inger Lassen - Adams mor
- Bertel Lauring - Claus Brun
- Gunnar Lauring - Claus far
- Beatrice Bonnesen - Claus mor
- Einar Juhl - adjunkten
- Birgitte Reimer - fröken Hansen
- Poul Reichhardt - Peter
- Astrid Villaume - Peters fru
- Asbjørn Andersen - Carl Henriksen
- Karin Nellemose - Carls fru
- Bjørn Watt Boolsen - Larsen
- Preben Lerdorff Rye - inbrottstjuven
- Lis Løwert - prostituerad
- Poul Müller - antikvariatsbokhandlaren
- Birgitte Federspiel - antikvariatsbokhandlarens fru
- Emil Hass Christensen - pastor Thomsen
- Henning Moritzen - tulltjänstemannen
- John Wittig - Aagaard
- Bendt Rothe - försvararen
- Else Kornerup - fröken Hansen
- Ellen Margrethe Stein - domare Lauersen
- Jørgen Buckhøj - Adams klasskamrat
- Ebbe Langberg - Adams klasskamrat